# Ernst von Krusenstjerna
Wilhelm Ernst von Krusenstjerna, född den 4 juni 1846 i Askeryds socken, Jönköpings län, död den 5 oktober 1931 i Stockholm, var en svensk militär. Han tillhörde ätten von Krusenstierna och var bror till Edvard von Krusenstjerna, måg till Adolf Ludvig Hamilton samt far till Agnes von Krusenstjerna.
von Krusenstjerna blev underlöjtnant vid Kalmar regemente 1866, löjtnant där 1874, kapten i armén 1883, i regementet 1884 och vid regementet 1886. Han var kompanichef och förste lärare vid krigsskolan på Karlberg 1886–1891 och ordonnansofficer hos hertigen av Västergötland 1889–1895. von Krusenstjerna blev adjutant hos kungen 1895 och överadjutant 1902. Han befordrades till major i armén 1895, vid regementet 1896, och till överstelöjtnant vid Gotlands infanteriregemente 1898. von Krusenstjerna var överste och chef för Hälsinge regemente 1902–1909. Han blev överste i VI. arméfördelningens reservbefäl 1909. von Krusenstjerna blev riddare av Svärdsorden 1890, kommendör av andra klassen av samma orden 1904 och kommendör av första klassen 1907. Han vilar i sina svärföräldrars grav på Uppsala gamla kyrkogård.